# Hlavenec
Hlavenec är en ort i Tjeckien.   Den ligger i regionen Mellersta Böhmen, i den centrala delen av landet, 26 km nordost om huvudstaden Prag. Hlavenec ligger 191 meter över havet och antalet invånare är 311.
Terrängen runt Hlavenec är platt. Runt Hlavenec är det tätbefolkat, med 343 invånare per kvadratkilometer. Närmaste större samhälle är Brandýs nad Labem-Stará Boleslav, 6,3 km söder om Hlavenec. I omgivningarna runt Hlavenec växer i huvudsak blandskog.